# Akinwumi Adesina
Akinwumi Adesina, né le 6 février 1960 au Nigéria, est un homme politique nigérian. Il est ministre de l'Agriculture et du Développement rural du Nigeria de 2011 à 2015, avant d'être nommé président de la Banque africaine de développement (BAD) le 28 mai 2015,.

## Biographie

### Jeunesse et études
Akinwumi Adesina est issu d'une famille d'agriculteurs de l'état d'Ogun. Il effectue des études en économie agricole à l'Université de Ife et obtient sa licence en 1981. Il poursuit ses études aux États-Unis et passe une thèse de doctorat en économie agricole à l'Université Purdue dans l'Indiana en 1988,.

### Carrière
Après ses études, Akinwumi Adesina occupe des fonctions d’économiste dans des institutions agricoles internationales, de directeur en sécurité alimentaire puis de Directeur régional à la Fondation Rockefeller avant d’être nommé Vice-président Opérations de l’Alliance pour la révolution verte en Afrique (AGRA).
Ministre de l’Agriculture et du Développement rural du Nigeria de 2011 à 2015, Akinwumi Adesina s’est fait connaître au Nigeria dans la lutte contre la corruption. Le Secrétaire général de l’ONU le nomme (parmi les 17 dirigeants mondiaux appelés) pour contribuer à la réalisation des Objectifs du millénaire pour le développement. Sous son mandat ministériel, grâce à une meilleure gestion des ressources agricoles, les importations alimentaires du pays chutent de moitié en 3 ans. Il encourage la consommation de la cassave, développe un programme de distribution de téléphones portables aux agriculteurs qui n'aboutit pas par manque de réseau.
Akinwumi Adesina est élu le 28 mai 2015 Président de la Banque africaine de développement et prend officiellement ses fonctions le 1er septembre 2015. Il succède au Rwandais Donald Kaberuka à la tête de cette institution le 1er septembre 2015. Sa nomination est appuyée par Goodluck Jonathan et Muhammadu Buhari.
En 2019, Akinwumi Adesina reçoit le prix Sunhak pour la paix, en reconnaissance de son engagement pour promouvoir la sécurité alimentaire en Afrique via l’innovation agricole.
En juillet 2020, le groupe d'experts indépendants est dirigé par l'ancienne présidente irlandaise Mary Robinson comprenant le président de la Cour suprême de Gambie Hassan Jallow et le vice-président de la Banque mondiale chargé de l'intégrité Leonard McCarthy[pas clair].
L'agence cite un rapport selon lequel Akinwumi Adesina a été innocenté de toutes les accusations portées par des employés non identifiés[pas clair]. Malgré les comportements "contraires à l'éthique" qui lui avaient été reprochés par des employés de la BAD en janvier 2020, son mandat est reconduit à l'unanimité des votes le 27 août 2020,.
En mars 2024, le prix Obafemi Awolowo du leadership 2023 est officiellement remis à Akinwumi Adesina, lors d'une cérémonie qui s'est tenue le 6 mars à l’hôtel Continental de Lagos,.

## Distinctions et décorations

### Distinctions
- 2010 : Docteur honoris causa du Franklin & Marshall College (en)[13] ;
- 2013 : Africain de l’année pour ses réformes dans le secteur de l’agriculture par le magazine Forbes[6] ;
- 2014 : Homme de l’année par la Foundation for Transparency and Accountability[4] ;
- 2018 : Docteur honoris causa de l'Université Afe Babalola (en)[14].

### Décorations
- 2012 : Commandeur de l'Ordre de la République fédérale (Nigéria)[4] ;
- 2015 : Grand officier de l'Ordre national du Lion (Sénégal)[15] ;
- 2017 : Grand officier de l'Ordre de la Valeur (Cameroun)[16] ;
- 2017 : Grand officier de l'Ordre national du Mérite du Niger[17] ;
- 2018 : Grand officier de l'Ordre du Mono (Togo)[18] ;
- 2018 : Grand cordon de l'Ordre de l’Étoile d’Afrique (en) (Liberia)[19] ;
- 2019 : Grand officier de l'Ordre national du Mérite (Tunisie)[20].